# Combretum acutifolium
Combretum acutifolium är en tvåhjärtbladig växtart som beskrevs av Arthur Wallis Exell. Combretum acutifolium ingår i släktet Combretum och familjen Combretaceae. Inga underarter finns listade i Catalogue of Life.